# Change Direction
Change Direction is het debuutalbum van de Italiaanse metalband DGM, uitgebracht in 1997 door Elevate Records.

## Track listing
1. "Brainstorming" — 5:02
2. "In My Heart" — 4:34
3. "The Last Memory" — 7:32
4. "Lonely Nights" — 7:04
5. "Anthem" — 8:48
6. "Do What You Want" — 4:51
7. "Change Direction" — 6:47
8. "Flyin' Fantasy" — 5:06

## Band
- Luciano Regoli - zanger
- Diego Reali - gitarist
- Marco Marchiori - bassist
- Maurizio Pariotti - toetsenist
- Gianfranco Tassella - drummer